# 裸吻下口鯰
裸吻下口鯰，為輻鰭魚綱鯰形目甲鯰科的其中一種，為熱帶淡水魚，分布於南美洲圭亞那沿岸淡水流域，體長可達17公分，棲息在岩石底質、流速快的溪流底層水域，生活習性不明，可作為觀賞魚。

## 扩展阅读
維基物種上的相關：裸吻下口鯰